# 寶石寵物 (第一季)角色列表
寶石寵物 (第一季)角色列表是介紹《寶石寵物》的角色。

## 登場人物

### 人間界

#### 主要人物
- 紅玉鈴子（こうぎょく りんこ）

配音員：日：龜井繪里（早安少女組）／台：林美秀 ／港：林寶怡
代表顏色：  红色
搭檔：露比
女主角。14歳，虹色學園初中2年級生。特徵為一頭紅色的蘋果髮型和黃色的小髮夾。在寶石王國魔法學校的等級為「玻璃級」魔法使者。個性膽小卻相當具有行動力，性格開朗、思想純真，天生具有懼高症，英語也很爛。從小就夢想與童話中的「白馬王子」相遇，將她從平淡的生活中解救出來。因當選入學式致詞人，而向夜空中的流星許下擁有致詞的「勇氣」，正好那顆流星就是被派遣到人間的露比。反映鈴子心情的她，即以寶石護身符的型態，落往鈴子的家的方向，從此就和「寶石寵物」產生了關係。
對於與露比的相遇而對未來感到期待，認為雖然空中降下的並不是白馬王子，但露比的出現卻讓她平凡的人生增添許多樂趣。與寶石寵物相處時並沒有感到相當喜愛，但心中卻相信著人類與寶石寵物有著深厚的友情。平時對於露比的行為不太有好感，認為她總是調皮搗蛋、讀書不認真，且往往帶給別人麻煩。不過平時還是能在吵鬧中與露比歡樂的度過每一天，共同幫助他人並完成找回寶石護身符的任務，心中與露比也有著相信彼此的心情，珍惜著與露比相處的時光。
平時膽小懦弱的鈴子，時常受到同學的欺負及玩弄，但每次都是由好友-小南化解，因此從小和小南就是極為要好的朋友。有時會因思想太過純真而受到別人的欺騙，但對於感情方面卻極為真誠，常會為一些小事情而掉淚。學業方面，對於英文相當不靈光。有時會把蘋果的英文唸成「阿普」，甚至將橘子唸成「歐爛吉」，而成為班上極大的笑話。家庭生活中，對於家事及廚藝方面極不擅長，也因為父母的感情實在「過度」要好，而感到傷腦筋。曾迷上名為「米奇」的日本虛構偶像。
本身對於戀愛相當晚熟，也因此成為她顯眼的弱點，但反面來說，正義感卻相當強，常多次為了他人的事情而行動。自從與紐約轉學生-小晃在公車上相遇後，就此成為了互不相讓的死對頭，因小晃個子矮小，而時常戲稱他為「小不點」、「矮冬瓜」。有時常因吵架的內容太過低級或幼稚，而受到別人以異樣的眼光看待。之間的衝突因鈴子誤扔小晃父親的攝影集而正式爆發，在衝突中因意外的發生而化為平息，彼此關係卻也在道歉的悔意中有了轉機。因鈴子對於小晃父親有著獨特的見解，而讓小晃逐漸對鈴子有了好感，進而喜歡上她，但鈴子卻因「白馬王子」夢想的作祟及視小晃為死對頭的想法而無絲毫發覺。後更因迪安的計謀-安迪王子的登場而讓彼此的關係陷入了危機。最後才受到「安迪的真面目」以及許多因素，而逐漸喜歡上了小晃。
在阻止黛安娜行動的爭奪戰中，意外地取得寶石手杖，為學習其使用方法，而開始在寶石王國的魔法學校學習操縱寶石手杖。後期，對於迪安化身的安迪・薩瑪耶魯一見鍾情，雖然她的朋友及寶石寵物們對此提出警告，自己卻因為安迪言語的誘惑及對他的信任而不顧一切，最終接受了安迪的求婚，而導致自己的身體被其控制，並在結婚典禮中失去了寶石手杖擁有權，最後才由小晃救回。50話中，對於小晃為她搶回寶石手杖而被迪安變成石像的事情悲痛至極。52話中正式向小晃表明心意。
於2012年發布的劇場版「寶石寵物 甜品舞公主」以訪客（客串）的方式演出。乘坐於螺子川改造的車子向大家微笑。
- 朝岡南（あさおか みなみ）

配音員：日：AKINA／台：李明幸／港：譚美瓊
代表顏色：  蓝色
搭檔：佳娜德
鈴子的青梅竹馬和好友。14歳。是名喜歡運動且男性化的女孩，但卻非常喜歡粉紅色，也對戀愛的話題很有興趣。在鈴子被欺負時，會挺身而出保護鈴子。家裡是賣大阪燒的店，有雙胞胎弟弟。在學園中喜歡劍道而且喜歡劍道部的前輩-宮本學長，在為這件事情苦惱時，佳娜德的寶石護身符就這樣出現在她的面前。會愛上宮本學長的原因是因為入部時，有一場比賽因為自己的疏忽而輸掉，並打算退社時，受到宮本的鼓勵而愛上他。很怕蛇。
於2012年發布的劇場版「寶石寵物 甜品舞公主」以訪客（客串）的方式演出。乘坐於螺子川改造的車子向大家揮手。
- 有栖川葵（ありすがわ あおい）

配音員：日：澤城美雪／台：楊凱凱／港：鄭佩嘉
代表顏色：  黄色
搭檔：莎菲
私立虹色學園理事長的女兒，也是有栖川財團的大小姐。學園內中的跟隨者很多，然而，卻是因為環境及財富的關係而受到許多好意，所以並沒有知心的朋友。由於鈴子和小南的關係而和她們成為好友。之後和鈴子她們一起行動，協助她們找尋寶石寵物。偶爾會有稍微偏離感性的時候。後來喜歡上櫻木直人。非常信任及聽從家中的管家-服部，但後來因喜歡上櫻木直人而變得較我行我素。平時因家中的富有而做出許多令人難以相信的奇異舉動，而常被別人說為「真搞不懂有錢人的心裡在想甚麼...」。
於2012年發布的劇場版「寶石寵物 甜品舞公主」以訪客（客串）的方式演出。乘坐於螺子川改造的車子欣賞寶石王國。
- 帶刀啟吾（たてわき けいご）

配音員：日：宮野真守／台：林谷珍
搭檔：芙蘿拉
綽號：刀仔、呆刀、菜刀、豆捲（露比稱）
動畫中的日本政府「內閣總理大臣首席秘書長」。英語相當好，擅長打籃球，長相平凡卻相當喜愛露牙耍帥。告訴鈴子她們寶石寵物的存在並且擔任找尋露比的夥伴的支援。由於寶石寵物是「國家機密」，而多次對露比他們提出忠告，避免引起不必要的騷動，但幾乎都是沒意義的情況下結束。本人對於這種事情也相當在意，之後多少受到黛安娜黑魔法的影響，而向媒體揭穿寶石寵物秘密的情況。時常遭到他人無視，雖然有些地方讓人覺得靠不住，但是個該做事情時就會去做的人。常被鈴子幻想為不想要的白馬王子。22話因幫助鈴子而遭到小晃忌妒。36話透過奈弗萊口中得知小晃喜歡鈴子的事實，並在事後與小晃了解彼此。48話中因安迪用魔法製造的幻影而可能有喜歡鈴子的事實。後來因遭到黑魔法攻擊而變為蜜蜂，並在52話復原。
- 七瀨晃（ななせ あきら）

配音員：日：甲斐田幸／台：劉凱寧／港：陳振聲
搭檔：奈弗萊
16話中，從紐約搬到鈴子家隔壁的男孩子。因為在紐約是籃球隊的緣故，所以也擔任小學生籃球俱樂部的教練，因為擁有優秀的籃球實力而到隊員的信賴。常被當作小學生，因此對於自己的矮小有很強的情結。有時會因情緒的激動而有揮拳的習慣（動畫中共計三次）。
本身經常稱呼鈴子是「醜八怪」或「歐爛吉」，「歐爛吉」的由來因為鈴子在英文課時把「Orange」誤念成「歐爛吉」的關係。第2學期時，成為鈴子的同班同學，因為是突然地轉學，後來和第一位關心他的同學-日向藏之輔成為好友。由於黛安娜黑暗魔法的關係而使用斯巴達教育，後來透過鈴子她們的協助而回復原狀。
對於父親很尊敬，也很重視父親拍的攝影集。其中，父親平時因工作問題而不常在家，家庭事理常由小晃一手打理，故一般人常以「不負責任的父親」來看待，但鈴子卻對此有著不同的看法。她認為小晃會為一本攝影書而大發脾氣，那就是因為自己對父親身為攝影師的工作感到驕傲，而如此的尊敬他。因第一次有人有著這樣的想法，這番話深深打動了小晃的心，不由得體悟到自己有個「值得炫耀的老爸」，也因此次事件的發生而對鈴子逐漸有了好感。41話中，向鈴子告白但遭到拒絕。50話中，替鈴子搶回寶石手杖，但因此被迪安變成石頭。52話被鈴子以「喜歡」的含蓄話語告白。
- 安迪・薩瑪耶魯（Andy Samael）

配音員：日：福山潤／台：林谷珍
36話中，為促進北島和寶石市交流的交換學生。本身個性溫和，長相帥氣，完全符合鈴子理想中的白馬王子形象。真實身分是迪安用魔法藥變成的人身，也是鈴子一見鍾情的對象。常尊稱鈴子為「鈴子小姐」，稱呼小晃為「矮冬瓜同學」、「小謊」或「叉瀨」。自稱自己是北島的皇室成員，為第31任王妃的孩子（動畫中北島事實上只有30任王妃），從未與父親有真正的互動，後因王位繼承紛爭的關係，硬生生的被迫與母親分開，並被關在北方的寂寞城塔裡...，而純真的鈴子也對此感到傷痛不已。
※詳請參考迪安。

#### 私立虹色學園
- 麻布涼子（あざぶ りょうこ）

配音員：日：橘田泉／台：黃珽筠
搭檔：普蕾斯
小葵的跟隨者之一。基本上性格認真，有個要考中學的妹妹。是廣播部社員。喜歡小晃，曾因露比魔法的影響對全校用廣播器向小晃告白，卻慘遭拒絕。表明小晃確實喜歡上鈴子。
- 廣尾惠（ひろお めぐみ）

配音員：日：井上奈奈子／台：龍顯蕙
搭檔：莉露
小葵的跟隨者之一。有戴眼鏡。是廣播部社員。
- 宮本久志（みやもと ひさし）

配音員：日：出先拓也／台：陳宏瑋
搭檔：凱特
劍道部部長。是小南單戀的男孩子，不過他對於戀愛卻很遲鈍。毎天早上會做「神清氣爽體操」。由於會發出充滿熱情和大聲的聲音，所以老是被附近的鄰居痛罵，但本人卻一點都不介意。不擅長游泳。喜歡吃大阪燒。
- 麵間拉子（めんまらーこ）

配音員：日：高原瑞季／台：黃珽筠
搭檔：小玲
寶石商店街拉麵店的看板小姐，也是鈴子的同學。母親已過世。對於笑話方面是個音痴。
- 日向藏之輔（ひなたくらのすけ）

配音員：日：岡本信彥
搭檔：吉塔那（後回寶石王國）
鈴子的同學，籃球部社員。在小晃轉學過來時，因為最先和他打招呼而成好友。無論是讀書或運動都很普通。被小晃認為是好友。為了改變自己優柔寡斷的性格而擔任班上的幹部。29話中，作為和隔壁班的姬野同學勢均力敵的對手，被鈴子他們推選為學生會長的候選人並且高票當選。
- 姬野莉莉嘉（ひめの りりか）

配音員：日：伊瀨茉莉也／台：黃珽筠
搭檔：珊瑚（後回寶石王國）
鈴子隔壁班的學生，也是「有栖川財團」的對手「姫野財團」的大小姐。總是用高八度的聲音笑著。29話中，成為學生會長候選人但落選。31話中，被黛安娜施了黑色魔法，最後被珊瑚解開。

#### 主要人物其家族
- 紅玉小百合（こうぎょく さゆり）

配音員：日：甲斐田幸／台：楊凱凱
搭檔：拉爾德
鈴子的母親。和光夫一樣是個熱情的電影迷。非常讚嘆小晃處理家庭事理的能力。
- 紅玉光夫（こうぎょく みつお）

配音員：日：木內秀信／港︰陳旭恆／台︰鍾少庭
搭檔：拉爾德
鈴子的父親。不但和老婆在每月22日的「夫婦折扣日」會一起去看電影，也喜歡重現電影場景，是個熱情的電影迷。
- 朝岡裕次郎（あさおか ゆうじろう）

配音員：日：田中重美／台：林谷珍
小南的父親，「豐富大阪燒」的店長。
- 朝岡哲也・廣司（あさおか てつや・-）

配音員：日：大原桃子／台：楊凱凱、黃珽筠
搭檔：陶魯
總是在爭論誰是哥哥的雙胞胎，兩人是小南的弟弟。在陶魯出現成為他們的哥哥後，才停止吵架。平時會一起打籃球，小晃為他們的教練。
- 服部玄士郎（はっとり げんしろう）

配音員：日：高岡瓶瓶／台︰鍾少庭
搭檔：大王
有栖川家70年的老管家。在小葵小時候要把親手作的熱騰騰章魚燒拿給服部享用時，不小心跌了一跤，當章魚燒要掉到小葵身上時，服部立刻衝過去用背部保護她，結果使的他背部嚴重燙傷，那時的傷痕就一直留下來，而且像是北斗七星一樣，那條傷痕竟擁有可以探測小葵是否有危機及位置，類似雷達的功能。擁有救生員、煙火師、柔道黑帶等各種資格。肌肉也相當健壯。
- 七瀨猛夫（ななせ たけお）

配音員：日：三上哲／台：林谷珍
小晃的父親，是個職業攝影師。因為工作常不在家，所以家務事通常都交給小晃去做。對於小晃的聽話及懂事十分放心。
- 麗娜

配音員：日：野田愛佳／台：楊凱凱
小南的表姐，也是小誠的母親。
- 小誠

配音員：日：金田晶／台：林美秀
麗娜的孩子。曾受黑魔法影響而爆走，並向麗娜提出「斷絕母子關係」。

#### 怪盜香草團
- 冰薄荷（ミント）

配音員：日：竹內順子／台：李明幸／港︰賴芸芬
搭檔：凱雅
「怪盗香草團」的首領。3人之中最有使命感、徹底貫徹著自己作為怪盜的自尊心，所以不會看到她對黛安娜宣誓效忠的場景。年齡約三十歲，因此被叫作「阿姨」時會相當在意。意外地也會有流淚的一面。出場台詞為「人稱性感華麗的怪盜－冰薄荷」。
- 青紫蘇（アオジソ）

配音員：日：小林晃子／台：林美秀
搭檔：琥珀（後因不幫助壞人而逃離）
怪盗香草團成員之一。無論什麼東西都吃得下而且講話都會提到吃的方面。講話語尾有「咖哈」。出場台詞為「在她左手邊的是圓嘟嘟第一可愛的女孩－青紫蘇」。
- 鼠尾草

配音員：日：木內秀信／台：鍾少庭 港︰陳振聲
搭檔：黛安娜（解除自己寶石護身符狀態後即離去）
怪盗香草團成員之一。因為身體瘦弱，所以力氣也很小，是動畫中身高最高的人物，僅次於帶刀。性格善良且懦弱，也有不捨得被丟掉的貓等重視人情的一面。有著被薄荷罵會感到愉快的受虐狂的一面。意外的也是促成香草團和黛安娜有關係的人，也有對於黛安娜的寶石護身符有反應的場景。講話語尾有「〜嘶」(台無)。出場台詞為「在她右腳旁的是心地超級善良的可愛男人－鼠尾草」。
※在和黛安娜分開後，三人被帶刀帶做去秘密訓練，而成為秘密武器－小暖桌X戰車的駕駛員。

#### 其他登場人物
- 總理

配音員：日：太田哲治／台：林谷珍
動畫中日本的總理大臣，派遣帶刀去調查寶石寵物的存在。在動畫中，日本政府已經知道寶石寵物的存在，並且列為國家機密而不對一般國民公佈。
- 麵間

配音員：日：赤澤涼太／台：林谷珍
拉麵店店長，拉子的父親。
- 優安・巴克雷卡

配音員：日：岡部涼音／台：陳宏瑋
英國電影演員，小葵是他的大粉絲。
- 麻布美咲（あざぶ みさき）

配音員：日：中山惠里奈／台：劉凱寧
涼子的妹妹，有上補習班。
- 米奇

配音員：日：內匠靖明
搭檔：貝莉朵
本名桶川滿。一直飾演王子的角色，鈴子和薄荷都是他的大粉絲。後來因為貝莉朵的魔法而成為自己所憧憬的公主，造成粉絲的大轟動，「寶石市歌劇團」也因此誕生。
- 關導演

配音員：日：岡部涼音／台：林谷珍
電影「黃昏的王子系列」（之後變成「黃昏的公主」）的導演。讓鈴子擔任公主的替代人選。
- 帶刀米

配音員：日：長濱滿里子／台：李明幸
帶刀的祖母，到目前為止湊合了999對情侶。
- 千繪

配音員：日：山田茉莉／台：黃珽筠
搭檔：米爾姬
帶刀的青梅竹馬。以前是不喜歡打扮，不起眼的少女，長大後變成連鈴子也會認輸的完美女生。
- 小健

配音員：日：立花拓也
帶刀的青梅竹馬。以前也是個不起眼的小男孩，後來喜歡上千繪。在千繪受到黑魔法影響後變成講話傷人的不良少女，與鈴子一起呼喚出米爾姬的寶石護身符並且用她的魔法讓千繪回復原狀。
- 壁野花子（かべの はなこ）

配音員：日：花村怜美／台：楊凱凱
搭檔：露娜
與模特兒亞洛特通信的一位長相平凡的女孩。因為露娜的魔法，在只有一天的時尚秀「閃亮女孩」中被選上變成時尚女孩，和亞洛特再遇後，二人一起走向舞台，魔法卻因時效因素而被解開。
- 亞洛特

配音員：日：細谷佳正
在巴黎工作的人氣的男模，從小與花子持續通信。在出道的一年前，和花子一樣都有著無趣的臉孔。
- 櫻木直人（さくらぎ–）

配音員：日：我妻正崇／台：林谷珍／港︰陳旭恆
搭檔：阿柯爾
在回轉壽司店打工的高中生。曾為了要表現自己的強大而喜歡打架，但其實是個喜歡小動物，個性溫柔的人。過去因為壞同學把自己養的金魚殺死，而想起祖母說的「真的想要守住最重要東西的心情的自己是最強的」而不再打架。
- 聖誕老人

動畫中虛構的聖誕老人，行為舉止總是破壞別人對於聖誕老人形象。

### 寶石王國

#### 四大魔女
- 喜悅魔女

配音員：日：長濱滿里子／台：林美秀
喜怒哀樂中的喜，總是不停的哈哈大笑。衣服是黄色系。
- 憤怒魔女

配音員：日：皆川純子／台：龍顯蕙
喜怒哀樂中的怒、總是不停的生氣，對人十分嚴苛。衣服是紅色系。
- 哀傷魔女

配音員：日：甲斐田雪／台：黃珽筠
喜怒哀樂的哀、總是不停的哭泣。衣服是藍色系。
- 快樂魔女

配音員：日：井上奈奈子／台：李明幸／港：郭碧珍
喜怒哀樂的樂、總是相當的快樂，對任何事都很樂觀。
最初只在寶石市施放「人類能接受寶石寵物」的魔法，以避免造成不必要的轟動。後來此「國家機密」被施黑暗魔法的帶刀藉由新聞媒體揭穿這件事，最後只好在全國施上同樣的魔法來收場。擁有把寶石寵物變成寶石護身符的魔法。衣服是粉紅色系。

#### 魔法學校
- 郝萊特老師

配音員：日：石橋美佳／台：楊凱凱
寶石寵物們所上學校的女老師，也是露比班上的導師。第6話時去休假，第18話收假並且回到寶石王國。
- 薩魯夫老師

配音員：日：高坂篤志／台：鍾少庭
寶石寵物們所上學校的男老師。
配音員：日：下崎紘史／台：林谷珍
寶石寵物們所上學校的校長。

## 登場的寶石寵物
- 露比

配音員：日：齋藤彩夏／台：龍顯蕙／港：賴芸芬
正式名：紅寶石
屬性：赤
性別：雌性
寶石能量：勇氣
反映人物：紅玉鈴子
誕生日：7月29日(獅子座)
寶石寵物方面的主角。在魔法考試中老是考零分。魔法等級是最低的壓克力級，每當施法時都會引起大爆炸。在「大掃除之日」中，因為沒有以寶石護身符形態在森林沉睡，所以被處罰到人間尋找其他掉落到人間界的寶石寵物。被快樂魔女以寶石護身符形態送到人間，然後降落到鈴子的家中，以後就和她一起尋找寶石寵物。
很難成熟穩重，即使知道自己的存在是「國家機密」，還是隨便跑到鈴子的學校。另外因為有愛玩的一面，所以老是引起多餘的騷動。最初似乎故意搞錯帶刀的名字，而會叫他「豆卷」、「呆刀」等。本人最喜歡蘋果派，其次則是陶魯。
由於被鈴子她們知道自己的爛成績而開始學習魔法，在學習初級魔法物體浮空術時，也會偶然學到物體消失術。但從那以後對於勇氣的魔法因為不能專心而無法成功。但在鈴子得到寶石手杖後，才讓她的勇氣魔法第一次施展成功。在拿到寶石寵物專屬的迷你寶石手杖後，她的等級還是壓克力級。後在魔法技能考試的追加考試中，因為通過「真正的勇氣」考試而升級到玻璃級。但是失敗時引起爆炸的習慣還是沒變。50話～51話中，透過拉布拉的魔鬼訓練，而讓她的魔法等級成長為超級水晶級。
※原作中，在SEGA TOYS和三麗鷗的官網裡，露比的寶石運被設定成「幸運度上昇」。性格則是「有禮貌且愛美」，不過動畫中的性格則是完全相反。
- 佳娜德（ガーネット）

配音員：日：平野綾／台：楊凱凱／港：鄭佩嘉
正式名：石榴石
屬性：赤
外表：粉紅色的波斯貓
性別：雌性
寶石能量：愛情
反映人物：朝岡南
誕生日：1月8日(摩羯座)
自稱為模特貓，喜歡打扮，三不五時就會拿出鏡子來注意自己的絲帶的位置。言語中總是帶有著「笑著說出傷人的話」的感覺。討厭不乾淨的東西，當初不想要成為小南的搭檔，但在知道她的秘密後而改觀。在寶石王國魔法學校中，魔法筆試成績是50分，魔法等級是成功率50%的玻璃級。得到迷你寶石手杖後，魔法等級上升為水晶級。
- 莎菲

配音員：日：佐佐木望／台：黃珽筠／港：郭碧珍
正式名：藍寶石
屬性：青
性別：雌性
寶石能量：友情
反映人物：有栖川葵
誕生日：9月1日(處女座)
性格成熟穩重且我行我素。雖然初等科，但魔法等級卻是最高級的水晶級。魔法成功率為100%，但所施的魔法卻會不照預期般的發動。常能看到她孩子氣的一面，被佳娜德叫作「小孩子」時，會加以頂嘴。大多負責說明其他寶石寵物的能力。
- 小玲

配音員：日：早川真由／台：黃珽筠
正式名：黃水晶
屬性：赤
外表：黃綠色羽毛的鸚鵡
性別：雌性
寶石能量：生意興隆
反映人物：麵間拉子
誕生日：11月23日(射手座)
第4話中登場。所講和喜歡的話都和生意有關。講關西腔，需要「用有趣的搞笑來讓她笑」的東西作為交換才能讓他用魔法來實現願望。擁有算盤。
- 凱特

配音員：日：澤城美雪／台：楊凱凱
正式名：孔雀石
屬性：綠色
外表：茶色和白色毛的傑克羅素梗犬
性別：雄性
寶石能量：運動
反映人物：宮本久志
誕生日：12月4日(射手座)
第5話中登場。充滿精神喜歡運動的男孩子。穿著應援團團長的服裝並且一邊揮動扇子一邊發出加油聲。叫作為搭檔的宮本為「大哥」，兩人相當合得來。
- 普蕾斯（プレーズ）

配音員：日：岩村愛子／台：林美秀
正式名：綠玉髓
屬性：綠色
外表：土黃色身體和金色耳朵的貴婦犬
性別：雌性
寶石能量：學習
反映人物：麻布涼子、麻布美咲
誕生日：2月14日(水瓶座)
第6話中登場。和露比是好友，會接受她的願望來施展魔法。
- 大王

配音員：日：木內秀信／台：林谷珍／港︰陳旭恆
正式名：縞瑪瑙
屬性：黑色
外表：粉紅色身體的法國鬥牛犬
性別：雄
寶石能量：健康
反映人物：服部玄士郎
誕生日：8月10日(獅子座)
第7話中登場。講話低沉且帶有鄉音是他的特徵。口頭禪是「〜達斯」(台無)。本人則是以志村健為原型。性格幽默且相當積極。使用健康魔法，但被施展魔法的人也會伴隨著痛苦。
寶石寵物人氣排名為最後一名。因為比其他寶石寵物的人氣還低，於是對於自己的存在相當苦惱。第35話中，雖然和行蹤不明的女友瑞琵絲再遇，但她則是打算讓其他因為黑暗魔法而變邪惡的人回復原狀。當大王在寶石競賽的「躲避又遲鈍、愚蠢又迷糊的滾動茄子球」（俗稱躲避球）項目中輸給黛安娜時，認為「如果自己不在的話就不會有問題了」，於是為了保護一起來的鈴子他們而自己前往封印之谷。以後則是成為迪安和黛安娜身旁的手下來對抗鈴子他們。
- 拉爾德（ラルド）

配音員：日：土屋真由美／台：李明幸
正式名：祖母綠
屬性：綠色
外表：大熊貓
性別：雄
寶石能量：幸福
反映人物：紅玉小百合・紅玉光夫
誕生日：5月17日(金牛座)
第8話中登場。性格悠閒自在且緩慢。擅長表演樂器（特別是陶笛）。喜歡的話是「言歸於好是〜」。關於他的名字，第8話的通稱和結尾介紹變成「艾梅拉爾德」，18話中則全修正成「拉爾德」。
- 莉露

配音員：日：藤田知美／台：黃珽筠
正式名：紅色綠柱石
屬性：紅色
外表：皮膚色的迷你豬
性別：雌
寶石能量：身心淨化
反映人物：廣尾惠
誕生日：4月24日(金牛座)
第9話中登場。當說到「美麗」時，她的會話會變成和「美麗」相關。是個得過寶石王國小姐頭銜的美麗領導者。也有販賣文集「美麗，那是一種罪」，認為不僅外表要節食，內心的節食也是相當重要，由於廣尾惠從黛安娜看到鏡中的自己是個「豬頭」而被詛咒，後來透過她來解除廣尾惠的魔法。不過其成功率只有百分之五十。
- 陶魯

配音員：日：竹內順子／台：林美秀／港：鄭佩嘉
正式名：電氣石
屬性：綠色
外表：灰色身体和黑色條紋的美國短毛貓
性別：雄
寶石能量：冒險
發現場所：動物園（不過搭檔是朝岡廣司・哲也）
誕生日：10月13日(天秤座)
第10話中登場。大貴族的小少爺。性格則是裝模作樣，讓人難以應付。因為無法和人心反映而自己變成寶石護身符。喜歡大冒險，把寶石動物園變成熱帶叢林。另外運動神經也很優秀，在寶石王國的路旁和咬著麵包的露比相撞並且用像是特技般的動作接住麵包，使得露比對他一見鍾情。從那以後，稱呼她為「野丫頭小姐」(台無)，露比則是稱呼他為陶魯大人。在兩人冒險的過程中則是稱呼她為「小露比」，後因中了黛安娜的陷阱而導致露比偷取鈴子手中的寶石手冊來交換人質-陶魯。
- 芙蘿拉（フローラ）

配音員：日：金田晶／台：楊凱凱
正式名：螢石
屬性：綠色
外表：黃色身体有著蓬鬆羊毛的羊
性別：雌
寶石能量：指引未來
反映人物：帶刀啓吾
誕生日：1月17日(摩羯座)
第11話中登場。性格悠閒，但相當善良。特徵是一身蓬鬆的羊毛。
- 貝莉朵（ペリドット）

配音員：日：甲斐田幸／台：李明幸
正式名：橄欖石
屬性：綠色
外表：乳黃色身体和綠色耳朵的蝴蝶犬
性別：雌
寶石能量：實現夢想
反映人物：米奇
誕生日：8月3日(獅子座)
第12話中登場。外表看似清秀，但卻充滿精神，由於手拿麥克風的關係，所以場面不熱烈就不會用魔法。受到外國的影響，講話時多用英文。作中擁有賣完自己商品的人氣。為「新少女三人組」角色之一。
- 米爾姬（ミルキィ）

配音員：日：內海慶子／台：林美秀／港：譚美瓊
正式名：乳白水晶
屬性：綠色
外表：藍色的吉娃娃犬
性別：雌
寶石能量：體諒
反映人物：千繪
誕生日：4月8日(牡羊座)
第13話中登場。性格膽小，喜歡皺邊、裝可愛，總是說著「不要欺負我」。第27話中，腔調變成東北腔(台則變成閩南腔)，性格也有點改變。為「新少女三人組」角色之一。
- 琥珀

配音員：日：皆川純子／台：黃珽筠
正式名：琥珀
屬性：紅色
外表：黃褐色的柴犬
性別：雄
寶石能量：提升財運
反映人物：青紫蘇
誕生日：6月5日(雙子座)
第14話中登場。性格充滿活力，具有正義感，但認真時講話會用敬語。常常感冒打噴嚏。本來是青紫蘇的寶石寵物，但因為不喜歡幫助壞人，最終離開了青紫蘇和香草團。
- 露娜

配音員：日：宍戶留美／台：李明幸
正式名：月長石
屬性：藍色
外表：粉紅色的兔子（種類是荷蘭侏儒兔）
性別：雌
寶石能量：解決女性特有問題
反映人物：壁野花子
誕生日：6月8日(雙子座)
第15話中登場。性格自由自在，我行我素。興趣是素描。講話的語尾會加上「〜達那」(台無)。魔法等級為玻璃級。為「新少女三人組」角色之一。
- 奈弗萊（ネフライト）

配音員：日：尾崎惠／台：林美秀／港：郭碧珍
正式名：閃玉
屬性：綠色
外表：茶色和白色毛色的威爾斯柯基犬
性別：雄
寶石能量：團隊合作和領導力
反映人物：七瀨晃
誕生日：2月1日(水瓶座)
第16話中登場。性格淘氣且充滿精神，喜歡靈魂樂和跳舞。講話時也會夾帶「Get up!」的片語。
- 尤克

配音員：日：吉田仁美
正式名：藍柱石
屬性：藍色
外表：茶色和白色毛色的米格魯獵兔犬
性別：雄
寶石能量：知性和洞察力
反映人物：紅玉鈴子・朝岡南・有栖川葵・帶刀啓吾・總理
誕生日：11月3日(天蠍座)
第17話中登場。魔法等級是壓克力級，性格認真努力，在魔法學校中也相當熱心，學習偵探學。自尊心很高，對於魔法等非理性的事物相當否定，是唯一不會使用魔法的寶石寵物。
- 阿科爾（アクア）

配音員：日：櫻塚恭／台：李明幸
正式名：海藍寶石
屬性：藍色
外表：紅色和白色的小丑魚
性別：雄
寶石能量：穩定情緒與祥和感
反映人物：櫻木直人
誕生日：3月26日(牡羊座)
第21話中登場。平常性格相當穩健，但被叫成「金魚」時，性格會為之一變。是寶石寵物中唯一的魚類，能在空中自在游行。
- 凱雅

配音員：日：酒井香奈子／台：黃珽筠／港：馬慧琪
正式名：藍晶石
屬性：藍色
外表：橄欖綠色的暹羅貓
性別：雌
寶石能量：自立
反映人物：薄荷
誕生日：5月15日(金牛座)
第24話中登場。性格高雅穩重，魔法等級是玻璃級，是露比等人所憧憬的對象。擔心薄荷對黛安娜一直唯命是從而無法獨立，在薄荷和黛安娜決別後，與薄荷他們一起行動。當凱雅曾變成寶石護身符時，因為賣不到好價錢而被丟棄。所以無法被認為是薄荷的寶石寵物，不過第51話再登場時則是和薄荷和解。
- 歐帕露（オパール）

配音員：日：澤城美雪／台：劉凱寧
正式名：蛋白石
屬性：藍色
外表：頭上長出角，有著淡藍色身體和紫色的鬃毛的珀伽索斯。另完、SEGA TOYS和三麗鷗的官網則是寫獨角獸。
性別：雌
寶石能量：覺醒
誕生日：10月3日(天秤座)
第26話中因鈴子的召喚初次登場。第51話中，被成長為超級水晶級的露比再次召喚。
在寶石王國歷史中，被說是傳說的寶石寵物。當鈴子發動寶石手杖的力量時，歐怕露以護身符形態出現並且變成原貌而拯救了鈴子她們的危機。
※SEGA TOYS和三麗鷗的官網設定她的寶石運是「激發出隱藏的才能」。
- 吉塔那（チターナ）

配音員：日：江里夏／台：李明幸
正式名：楔石
屬性：紅色
外表：橘色的花栗鼠
性別：雄
寶石能量：成為能取得平衡的性格
反映人物：日向藏之輔
誕生日：9月23日(天秤座)
第29話中登場。講話相當快。自稱江戶之子且能言擅道。喜歡說冷笑話，魔法等級是水晶級的優等生，但冷笑話功力卻被佳娜德譏笑為只有最低等的壓克力級。
在寶石護身符出現時，由於黛安娜的黑暗魔法升級，所以單一透過寶石手冊的力量是無法讓吉塔那恢復寶石寵物樣貌，後透過寶石手杖力量的加持才讓他恢復原貌。
- 珊瑚

配音員：日：酒井玲／台：劉凱寧／港：譚美瓊
正式名：珊瑚
屬性：紅色
外表：虎猫
性別：雌
寶石能量：飛越不幸
反映人物：姬野莉莉嘉
誕生日：7月10日(巨蟹座)
第31話中登場。喜歡新體操的絲帶，是個充滿精神性格開朗的女孩子。相當樂觀，任何事都無法動搖她這種個性。口頭禪是「沒問題」。
- 塔塔

配音員：日：竹內順子／台：劉凱寧
正式名：土耳其石
屬性：綠色
外表：白色的松鼠猴屬
性別：雄
寶石能量：勇氣
發現場所：透過寶石手杖的魔法、在鈴子家出現
誕生日：12月19日(射手座)
第32話中登場。最喜歡玩耍，吃東西和惡作劇。和露比的關係相當好，兩人也常引起騷動。寶石能量是「勇氣」，魔法等級也是壓克力級，不過只要使用魔法的話就會大爆發，和露比的共通點相當多。另外登場時的動作也跟露比一模一樣。語尾是「〜的說」。
- 拉布拉（ラブラ）

配音員：日：澤城美雪／台：黃珽筠
正式名：鈣鈉斜長岩
屬性：黑色
外表：北極熊
性別：雌
寶石能量：惡作劇
誕生日：12月27日(摩羯座)
第39話中登場。是在故事途中，新生出來的嬰兒寶石寵物。一出生就是個魔法等級為超級水晶級的天才兒童。喜歡惡作劇。幫助露比進行魔鬼訓練。
※本身為此季獨創的全新角色，後在第二部系列動畫《寶石寵物 Twinkle☆》中成為極受歡迎的角色之一。其動物造型是透過ちゃお2009年度9月號的讀者投票所選出來。SEGA TOYS和三麗鷗的官網設定她的寶石運是「讓潛在能力開花」。

### 黑暗魔法寶石寵物
- 黛安娜（ダイアナ）

配音員：日：宍戸留美／台：龍顯蕙／港：郭碧珍
正式名：鑽石
屬性：黑
外表：黑貓（種類是曼切堪貓）
弱點：香蕉
性別：雌性
反映人物：無（被鼠尾草撿到她變成的護身符）
誕生日：4月20日(金牛座)
使用黑暗魔法，魔法等級是水晶級，迪安的妹妹，在人間中作壞事的寶石寵物。最後被魔女們用「香蕉」封印在寶石王國中的禁忌森林中，後來她的封印石被在森林裡玩捉迷藏的露比破壞，最後同樣以護身符的型態落入人間。在護身符的狀態中，黛安娜以鼠尾草的愛貓「小黑喵」之名（真正的小黑喵已被原飼主接回去了）來欺騙鼠尾草，並命令他在鈴子與露比解開其他寶石護身符的同時，照耀其施法時的手冊光芒，與此同時，黛安娜的封印也藉此解除。
之後透過香草團，來收集寶石護身符，但對她來說比起寶石護身符，她更想為了提升自己的魔力來解開迪安哥哥的封印，因此會將對於寶石護身符有反應的人施展黑暗魔法。到最後，香草團還是連一個寶石護身符都沒拿到。另外基於同樣目的，開始計畫謀取寶石手杖，以便取得其強大的能量，解除哥哥的封印。但卻被鈴子優先得到，最後與香草團分離。
後來，她依然抱著解除哥哥封印的決心，繼續在人間中施展黑暗魔法。後來得知寶石護身符全被回收完後，而向鈴子宣戰。雖然最後戰敗，但卻也讓自己的魔力提升，並解開了迪安的封印。
和迪安一樣在極度憤怒時不但會變大隻，魔法也會比平常強大。
- 雖然是黑暗的寶石寵物，是邪惡但也有善良的一面(請參考46話跟52話)。
- 有著敬愛哥哥的一面，本身也非常喜歡迪安，對於迪安都稱他為「哥哥大人」來表示她的仰慕。
- 最喜歡的東西是「鮫屋」的「芝麻味噌柚子胡椒魚板」，最討厭香蕉。對於擁有「體諒」或「夢」等正面感情的人相當厭惡。

※在三麗鷗和SEGA TOYS官網中，她的寶石運被設定成是「讓女孩子的魅力上昇」的力量。
- 迪安

配音員：日：福山潤／台：林谷珍／港：陳仕文
正式名：黑曜石
屬性：黑
外表：長灰毛的貓（種類是緬因貓）
弱點：友情
性別：雄性
誕生日：1月20日(水瓶座)
反映人物：無（在被解開封印後，以自己的力量從護身符狀態復活）
第33話中登場。魔法最強的寶石寵物，魔法等級是超級水晶級，黛安娜的哥哥。也是最帥氣又最邪惡的寶石寵物，但其實也有溫柔的一面，認為人類比寶石寵物還低劣，所以似乎很討厭人類，但其背後其實有著不可告人的秘密。過去因為迪安事件，而被魔女們以護身符的形態加以冰凍並封印在封印之谷中，後來因戴安娜的魔法而解開其封印。為了向封印自己的魔女們及人類報仇，便以寶石手杖為目標，召喚出在百事達三角洲失蹤的寶石八人組，開始與鈴子展開寶石競賽，以便取得寶石手杖。由於封印時被冰凍的影響，自己的身體變得相當怕冷，只要不暖和，自己的身體就會打噴涕，所以經常會躲入小暖桌裡面。後來基於同樣的目的，使用魔法藥而變成人類安迪・薩瑪耶魯，並以北島王子的身分進行交流為名義，成為虹色學園的交換學生，但真正的目的則是為了接近鈴子，以達到搶奪寶石手杖的目的。最後在47話中成功騙取鈴子的心，成為其傀儡，並舉辦起結婚典禮(其實是解除寶石手杖契約的儀式)，而成功獲取寶石手杖，在與鈴子交往的過程中不小心喜歡上了鈴子，也是第一次喜歡的人類。
在極度憤怒時會變大隻並且增加魔力。
※在三麗鷗和SEGA TOYS官網中，他的寶石運被設定成是「呼喚出對自己的啟發」的力量。

### 寶石八人組
迪安從所持有的護身符中加以復活的8個寶石寵物。除了瑞琵絲以外，其他人在復活後，都受黑暗魔法的影響使得他們的性格和寶石能量因此變邪惡，後來透過鈴子等人在寶石競賽中的獲勝而使他們回復原狀。
- 尼克

配音員：日：井口祐一
正式名：瑪瑙
屬性：紅色
外表：紫色的雪貂
性別：雄
寶石能量：重修舊好
誕生日：8月22日(獅子座)
第33話中登場。「寶石八人組」第一位。本來是個講道理且溫柔的男孩子。在從黑暗魔法復原後回到寶石王國。是百事達三角洲的最初生存者。
- 雅美莉（アメリ）

配音員：日：悠木碧／台：黃珽筠
正式名：紫水晶
屬性：藍色
外表：灰色的倉鼠
性別：雌
寶石能量：愛的牽絆
誕生日：2月9日(水瓶座)
第34話中登場。「寶石八人組」第二位。外觀給人清秀的感覺。其黑暗魔法造成嬰兒與父母的叛離。
- 瑞琵絲（ラピス）

配音員：日：竹內順子／台：楊凱凱
正式名：青金石
屬性：藍色
外表：藍色的貓（種類是俄羅斯藍貓）
性別：雌
寶石能量：驅除邪惡
誕生日：9月15日(處女座)
第35話中登場。「寶石八人組」第三位。自己能夠驅除邪氣。喜歡大王樂觀、搞笑、活潑的一面。第46話中，因為對於大王的愛所產生的力量，因此成功解除迪安的黑暗魔法，但也因此就這樣和大王一起被抓起來成為人質。
- 克里斯（クリス）

配音員：日：金田晶／台：黃珽筠
正式名：矽孔雀石
屬性：綠色
外表：灰色的臘腸犬
性別：雄
寶石能量：工作運
誕生日：7月5日(巨蟹座)
第37話中登場。「寶石八人組」第四位。講京都腔，舉止大方的男孩子。
- 伊歐

配音員：日：佐佐木望／台：劉凱寧
正式名：菫青石
屬性：藍色
外表：皮膚色身体和茶色耳朵的兔子
性別：雄
寶石能量：身心都恢復精神
誕生日：12月29日(摩羯座)
第38話中登場。「寶石八人組」第五位。有一對垂直細長的耳朵，能用耳朵飛到空中。
- 朵芭斯（トパーズ）

配音員：日：金田晶／台：李明幸
正式名：拓帕石
屬性：藍色
外表：上半身茶色、下半身黑色身体的約瑟爹利犬
性別：雌
寶石能量：增加自信
誕生日：11月12日(天蠍座)
第42話中登場。「寶石八人眾」第六位。特徵是蓬鬆且長的毛髮，說話有名古屋腔（不過語尾是「〜咪呀」），喜歡炸蝦及月圓。自稱名古屋公主，但卻被大王聽為「名古屋公豬」。
- 亞歷克（アレク）

配音員：日：五十嵐裕美／台：楊凱凱
正式名：紫翠玉
屬性：紅色
外表：乳白色身体的貓（種類為蘇格蘭摺耳貓）
性別：雄
寶石能量：表現未來的可能性
誕生日：3月3日(雙魚座)
第44話中登場。「寶石八人組」第七位。和布朗尼相當友好。
- 布朗尼（ブラウニー）

配音員：日：波田野由衣／台：黃珽筠
正式名：茶晶
屬性：紅色
外表：乳白色身体、藍色的刺的刺蝟
性別：雄
寶石能量：想像力
誕生日：10月23日(天秤座)
第44話中登場。「寶石八人組」第八位。和亞歷克相當有好。語尾會加上「〜烏尼烏尼」。